# Semiothisa triplicaria
Semiothisa triplicaria är en fjärilsart som beskrevs av Herrich-Schäffer 1858. Semiothisa triplicaria ingår i släktet Semiothisa och familjen mätare. Inga underarter finns listade i Catalogue of Life.